# Theodore Cressy Skeat
Theodore Cressy Skeat (15 febbraio 1907 – 25 giugno 2003) è stato un bibliotecario e filologo britannico.
Nipote del famoso filologo Walter William Skeat, dopo aver studiato a Cambridge e presso la British School di Atene, divenne bibliotecario al British Museum, dove lavorò come Assistente conservatore (dal 1931), Vice conservatore (dal 1948), e infine Conservatore dei Manoscritti e della Biblioteca Egerton (dal 1961 al 1972).
Il suo lavoro coincise con due prestigiose acquisizioni del British Museum, il Codex Sinaiticus e il Vangelo Egerton; i suoi importanti contributi nell'ambito della paleografia, papirologia, codicologia verterono anche, ma non solo, su questi due testi.